# Крутіци
Крутіци (рос. Крутицы) — село у Одинцовському районі Московської області Російської Федерації.

## Розташування
Село Авіаработніков входить до складу міського поселення Кубинка, воно розташоване поруч із Можайським та Мінським шосе. Найближчий населений пункт Соф'їно.

## Населення
Станом на 2006 рік у селі проживало 79 осіб.